# Форсаж 9
«Форса́ж 9» (англ. F9) — американский боевик 2021 года режиссёра Джастина Лина по сценарию Лина и Дэниэла Кэйси. Продолжение фильма «Форсаж 8» (2017), девятая основная часть и десятый полнометражный фильм франшизы «Форсаж», после спин-оффа «Форсаж: Хоббс и Шоу» (2019). Главные роли исполняют Вин Дизель, Мишель Родригес, Тайрис Гибсон, Крис «Лудакрис» Бриджес, Джон Сина, Натали Эммануэль, Курт Рассел, Шарлиз Терон, Тью Эрстед Рамуссен и Анна Саваи. В фильме Торетто и его команда объединяются, чтобы остановить всемирный заговор, возглавляемый его младшим братом Джейкобом (Сина).
Девятый фильм планировался с 2014 года, Лин был утверждён в качестве режиссёра в октябре 2017 года, вернувшись во франшизу после последнего фильма в серии «Форсажа 6» (2013). Форсаж 9 — первый фильм франшизы со времён фильма «Тройной форсаж: Токийский дрифт» (2006), сценарий которого написал не Крис Морган. Дуэйн Джонсон, который снимался в предыдущих четырёх фильмах, должен был вернуться, о чём говорил в апреле 2017 года, но подтвердил свое отсутствие в январе 2019 года. Остальной актёрский состав был окончательно сформирован с добавлением Сины в июне 2019 года, а основные съёмки начались в том же месяце и продолжались до ноября, местами съёмок стали Лондон, Эдинбург, Тбилиси, Лос-Анджелес и Таиланд, а производственный бюджет оценивался в 200 миллионов долларов.
Первоначально девятый фильм был запланирован Universal Pictures на 19 апреля 2019 года, но несколько раз откладывался, сначала из-за выхода фильма «Форсаж: Хоббс и Шоу» (2019) и запланированного Eon Productions фильма «Не время умирать» (2021), а затем из-за пандемии COVID-19. Премьера фильма состоялась в Южной Корее, а международный релиз — 19 мая 2021 года; в США фильм вышел прокат 25 июня. Фильм получил в основном смешанные отзывы критиков: некоторые хвалили трюки и режиссуру Лина, в то время как фильм критиковали за нереалистичные экшн-последовательности, отсутствие сюжета и пересмотр тропов. Фильм установил несколько рекордов кассовых сборов и собрал более 726 миллионов долларов по всему миру, став пятым самым кассовым фильмом 2021 года. Сиквел, «Форсаж 10», вышел на экраны 19 мая 2023 года.

## Сюжет
Начало фильма демонстрирует сцену предыстории, которую Доминик рассказывал Брайану О’Коннору в первом фильме:
1989 год. Гонки NASCAR. На пит-стопе Доминик (Винни Беннетт), ещё юноша, предупреждает отца, Джека Торетто, о луже масла на трассе. Когда машины выезжают на последний круг, гонщик Кенни Линдер (Джим Пэррак), которому не нравится, что Торетто попадёт в следующий сезон, а сам Линдер — нет, начинает вести себя агрессивно на дороге. Джек удачно заманивает Линдера на масляную лужу, что ещё больше злит последнего. Он подрезает машину Джека сзади, в результате чего Торетто теряет управление; машина, перевернувшись, на полной скорости врезается в ограждение и загорается. Отец погибает на месте.
Прошло несколько лет после победы команды Доминика над киберпреступницей Сайфер (Шарлиз Терон). Доминик (Вин Дизель) вместе с Летти (Мишель Родригес) и подросшим сыном Брайаном живут в сельской местности, подальше от городской суеты. К героям приезжают Роман Пирс (Тайриз Гибсон), Тедж Паркер (Лудакрис) и Рамзи (Натали Эммануэль). Они поймали сигнал бедствия от Мистера Никто (Курт Рассел), сообщающего об агенте-предателе и каком-то «ценном грузе». Рамзи добавляет, что самолёт, с которого был подан сигнал, перевозил пойманную Сайфер и был атакован с воздуха, ей же помогли сбежать. Самолёт, предположительно, разбился где-то в северо-западной части Монтекинто. Команда решает найти Мистера Никто, возможно, выжившего после крушения, но Доминик отказывается, так как решил отойти от таких дел, чтобы быть с сыном. Роман напоминает, что Сайфер убила Елену Нивес, биологическую мать Брайана. Торетто всё равно уходит, говоря, что всё осталось в прошлом. Перед сном Летти дарит Брайану крест, который ей когда-то подарил Доминик, и уезжает к Теджу, Роману и Рамзи на авиабазу, так как тихая жизнь ей не по вкусу. У себя в гараже Дом просматривает видеозапись, на которой замечает крест семьи Торетто на шее напавшего на Мистера Никто и понимает, что этот напавший — его младший брат Джейкоб (Джон Сина). Доминик решает лететь в Монтекинто вместе с остальными.
В Монтекинто команда обнаруживает тот самый разбившийся самолёт и упоминаемый Мистером Никто «ценный груз», но самого Никто нигде нет. На место крушения также прибывают военные Монтекинто. Завязывается перестрелка, а затем и погоня через минные поля, за которой наблюдает Джейкоб. Во время погони Летти роняет предмет, который забрала команда, и Джейкоб увозит его с собой. Доминик вместе с Летти устремляются за ним. Тем временем Роман, Тедж и Рамзи пересекают границу Монтекинто, которой является еле держащийся висячий мост через пропасть. Джейкоб на полном ходу вылетает с обрыва, и в воздухе его подхватывает магнитный самолёт. Доминик же, накрутив трос от моста на колесо, перелетает через пропасть, разбивает машину, но вместе с Летти остаётся невредимым. Агент Майкл Стасиак (Ши Уигхэм) помогает команде Доминика покинуть Монтекинто. Летти раскрывает остальным, кем является Джейкоб.
Начинается ещё один флешбэк. После гонки юный Джейкоб (Финн Коул) пытается прогнать Кенни Линдера, пришедшего «попрощаться с легендой» (Джеком Торетто). Джейкоб начинает угрожать Линдеру, но его успокаивает вовремя пришедший Доминик. Кенни оскорбляет отца Торетто, за что Доминик в ярости избивает Линдера разводным ключом, положив конец гоночной карьере последнего (о чём неоднократно упоминается на протяжении франшизы). Самого Доминика приговаривают к 2 годам тюрьмы.
Джейкоб возвращается на свою базу с предметом, который он забрал в Монтекинто, и встречается с доставленной сюда же Сайфер. Предмет с Монтекинто оказывается одним из двух компонентов проекта «Арес» (названного в честь древнегреческого бога войны). Сайфер взламывает систему агентства Мистера Никто и выясняет местоположение второго компонента — город Эдинбург. Джейкоб направляется в Великобританию.
Команда Доминика отправляется к Каспийскому морю по координатам, которые Мистер Никто послал героям вместе с сигналом бедствия, и находят бункер — логово Мистера Никто. Роман, пока Тедж и Рамзи занимаются переустановкой оборудования, пытается понять, почему после кучи, казалось бы, самоубийственных заданий они все до сих пор живы. В бункер приезжает Миа (Джордана Брюстер), но без мужа Брайана.
Вскоре Рамзи тоже узнаёт о проекте «Арес». Она объясняет, что «Арес» способен подчинить себе любой компьютер, но максимальный вред сможет принести, если загрузить его, например, на спутник, и тогда он начнёт действовать как вирус, давая владельцу доступ к любой компьютерной системе и оружию. Но Мистер Никто смог изъять проект и разделить его на две части, бесполезные без третьего компонента — «ключа активации», про который ничего неизвестно. Тедж добавляет, что в послании Мистера Никто было зашифровано имя… Хана Лю, которого все считали погибшим. Команда решает разделиться: Летти с Мией отправляются в Токио, Тедж с Романом — в Кёльн, а Доминик — к знакомому.
Очередной флешбэк. В тюремной автомастерской Доминик знакомится с Тего Лео и Рико Сантосом. Они рассказывают парню о старом трюке механиков — трещине в топливопроводе. Дом вспоминает, что Джейкоб был последним, кто залезал под капот машины Джека, и понимает, что брат частично виновен в гибели отца. После выхода из тюрьмы Доминик находит брата на уличных гонках и ставит ему условие: если Джейкоб победит, то сможет вернуться домой, а если проиграет, то покинет город навсегда. Джейкоб принимает вызов старшего брата, но проигрывает ему и, по условиям гонки, уезжает.
Доминик приезжает к Бадди (Майкл Рукер), другу семьи Торетто, приютившему Джейкоба после последней гонки с братом. Бадди напоминает, что Доминик фактически изгнал Джейкоба из семьи, и вот каковы теперь последствия; но он всё же надеется, что братья помирятся. Он знает только, что Джейкоб в Лондоне, и Торетто отправляется туда.
На испытательном полигоне в Кёльне Роман и Тедж встречают Шона Босуэлла (Лукас Блэк), Эрла Ху (Джейсон Тобин) и Твинки (Bow Wow), испытывающих Pontiac Fiero на реактивной тяге, и просят их помочь найти им хорошие машины. В Лондоне Доминик встречает Магдалину Шоу (Хелен Миррен). Уходя от полицейской погони на угнанном суперкаре, Шоу рассказывает, что в Лондон недавно прибыла большая команда во главе с американцем, похожим на Доминика, и она также слышала, что в Эдинбурге что-то произойдёт. Магдалина привозит Дома к замку, где засел Джейкоб. Там Торетто арестовывают. В полицейской машине подразделением Интерпола оказывается команда подруги Доминика Лейсы (Карди Би), которую он когда-то очень выручил. Возвращая старый долг, Лейса отпускает Доминика и отдаёт ему пистолет, запрограммированный на биометрию Джейкоба.
В Токио Летти и Миа с помощью фотографии, данной Домиником, отыскивают комнату, в которой жил Хан, и туда приходят люди Джейкоба. На помощь героиням приходит девушка Эль (Анна Саваи). На улице оставшихся боевиков расстреливает Хан (Сон Кан).
В Эдинбурге Джейкоб вместе с Отто (Туэ Ерстед Расмуссен) удачно выкрадывает второй компонент «Ареса», который был спрятан в секретном комплексе, расположенном под собором святого Джайлса. Доминик, уже тоже находящийся в городе, замечает брата, пытающегося сбежать по крышам зданий, и начинает преследовать его на машине. К точке встречи с Джейкобом выезжает Отто. Рамзи, Роман и Тедж едут за ним на грузовике наёмников, оснащённом мощными электромагнитами. После драки между Домом и Джейкобом последний пытается скрыться на машине, но с помощью электромагнитов его машина впечатывается в кузов.
Команда забирает Джейкоба с собой в бункер Мистера Никто. Туда же прибывают Летти, Миа, Хан и Эль. Все рады видеть Хана живым. Выясняется, что ключом активации «Ареса», детища супругов-учёных, является их дочь, Эль. Сам же проект выкрал Хан, завербованный Мистером Никто. А когда выяснилось, что один из агентов Никто — предатель, да ещё и появился Деккард Шоу (Джейсон Стейтем), Мистер Никто воспользовался этим, инсценировав смерть Хана. В этот момент в бункер врываются 50 бойцов, отобранных Отто, и освобождают Джейкоба. Тот, в свою очередь, забирает оба компонента «Ареса» и ключ — Эль, но, перед тем как уйти, рассказывает Доминику правду — о том что их отец находился по уши в серьёзных долгах, и для расчетов с должниками отец согласился на крупную сумму за проигрыш в гонке. Он сам попросил Джейкоба сделать отверстие в топливопроводе и не говорить об этом Доминику, но никто даже подумать не мог, что машина из-за этого взорвётся. К тому же, он и есть тот самый агент-предатель. Когда Джейкоб уходит, команда пользуется моментом и предпринимает попытку бежать. Понимая, что далеко все не уйдут, Доминик остаётся задержать бойцов Отто. В конце концов, он с помощью цепей обрушивает конструкцию, вместе с несколькими бойцами падает в воду с большой высоты и теряет сознание, а приходит в себя уже рядом с Летти. После обсуждения риска, который чересчур велик, принимается решение остановить Джейкоба любым способом.
Из Тбилиси на орбиту запускается пиратский спутник, который, по плану, распространит вирус «Ареса» по всему миру. Эль заставляют активировать «Арес». Команда Доминика вновь разделяется: Тедж и Роман летят на реактивном Pontiac Fiero на орбиту, чтобы попытаться сбить спутник, в то время как остальные с помощью всё тех же электромагнитов атакуют бронированный автопоезд с охранным кортежем. Отто предаёт Джейкоба в пользу сотрудничества с Сайфер и посылает одного из бойцов убить его. После продолжительной драки Джейкоб побеждает и уезжает на Toyota Supra Хана, но потом решает помочь брату остановить автопоезд, что успешно получается. Тем временем на орбите у Паркера и Пирса всё пошло не по плану: отказали электромагниты, которыми планировалось «поджарить» спутник. Роман таранит его машиной. Связь со спутником пропадает, «Арес» нейтрализован. В автопоезде Доминик деактивирует проект, но покинуть транспорт не успевает — Сайфер лично отправляется уничтожить его. Направив автомонстра на дрон и вовремя выпрыгнув из кабины, Доминик сбивает его. Отто погибает во время взрыва. Но оказывается, что Сайфер не погибла вместе с дроном — она всё это время находилась на базе Джейкоба и управляла дроном дистанционно. Доминик мирится с братом и отдаёт ему свой Dodge Charger 500 1970, чтобы тот смог скрыться, так как теперь его будут искать. На МКС астронавты наблюдают дрейфующий в космосе Pontiac Fiero с Теджем и Романом, одетых в скафандры, раздувшихся от избыточного давления.
Доминик с сыном приходят на гоночный трек, на котором погиб его отец. В последнем флешбэке Доминик, за которым уже подъезжает полиция, обещает Джейкобу, что всё будет хорошо, несмотря ни на что.
Вся команда вместе с Шоном, Твинки, Эрлом и Сантосом устраивает барбекю во дворе 1327 — дома семьи Торетто, восстанавливающегося после покушения Деккарда Шоу. От Сантоса выясняется, что Лео открыл свой ресторан в Бруклине. Доминик предлагает сыну самому прочесть молитву. Но не все ещё в сборе за столом. В этот момент к дому подъезжает синий Nissan Skyline…
В сцене после титров Деккард Шоу бьёт боксёрскую грушу, а когда расстёгивает её, оттуда вываливается человек, готовый отдать ему какую-то флешку c неизвестными чертежами. Вот только эта флешка уже давно у Деккарда, а того человека он бил для поддержания формы. Неожиданно заходит Хан, что повергает Деккарда в шок…

## В ролях
| Актёр                   | Роль               |
| ----------------------- | ------------------ |
| Вин Дизель              | Доминик Торетто    |
| Мишель Родригес         | Летти Ортис        |
| Джордана Брюстер        | Миа Торетто        |
| Тайриз Гибсон           | Роман Пирс         |
| Крис "Лудакрис" Бриджес | Тедж Паркер        |
| Натали Эммануэль        | Рамзи              |
| Шарлиз Терон            | Сайфер             |
| Джон Сина               | Джейкоб Торетто    |
| Сон Кан                 | Хан Лю             |
| Анна Савай              | Эль                |
| Хелен Миррен            | Магдалина Шоу      |
| Курт Рассел             | Мистер Никто       |
| Лукас Блэк              | Шон Босуэлл        |
| Bow Wow                 | Твинки             |
| Туэ Ерстед Расмуссен    | Отто               |
| Дон Омар                | Рико Сантос        |
| Шей Уигем               | агент Майкл Стасяк |
| Джей Ди Пардо           | Джек Торетто       |
| Майкл Рукер             | Бадди              |

| Актёр                    | Роль                                 |
| ------------------------ | ------------------------------------ |
| Винни Беннетт            | молодой Доминик                      |
| Финн Коул                | молодой Джейкоб                      |
| Джим Пэррэк              | Кенни Линдер                         |
| Джейсон Тобин            | Эрл Ху                               |
| Карди Би                 | Лейса                                |
| Мартин Форд              | Сью                                  |
| Исаак и Иммануил Холтейн | Брайан Торетто                       |
| Винни Беннетт            | юный Доминик                         |
| Жужу Чжан                | юная Эль                             |
| Сиена Агудонг            | молодая Миа                          |
| Азия Динея Хейл          | молодая Летти                        |
| Карсон Керн              | молодой Винс                         |
| Игби Ригни               | молодой Джесси                       |
| Серед                    | молодой Лео                          |
| Осуна                    | молодой Сантос                       |
| Джейсон Стейтем          | Деккард Шоу (камео)                  |
| Галь Гадот               | Жизель Яшар (камео) (архивные кадры) |

## Производство

### Предыстория
13 ноября 2014 года представитель киностудии Universal Pictures Донна Лэнгли рассказала в интервью The Hollywood Reporter, что студия планирует снять как минимум ещё три фильма после «Форсажа 7». В феврале 2016 года актёр Вин Дизель огласил дату премьеры девятой части «Форсажа» — 19 апреля 2019 года. Однако после того, как был анонсирован спин-офф «Хоббс и Шоу», Universal перенесла дату на 10 апреля 2020 года.
В апреле 2017 года Дуэйн Джонсон подтвердил своё возвращение к роли Люка Хоббса. 25 октября 2017 года Вин Дизель объявил на своей странице в Facebook, что режиссёрское кресло девятой кинокартины займёт Джастин Лин. Ранее постановщик снимал четыре фильма франшизы «Форсаж», начиная с «Тройного форсажа: Токийский дрифт» и заканчивая «Форсажем 6». Также стало известно о возвращении Джорданы Брюстер к роли Мии Торетто. Позже Джонсон был не уверен, что примет участие в съёмках «Форсажа 9» из-за работы над спин-оффом. Затем в январе 2019 года актёр подтвердил, что не появится в девятом фильме.
В мае 2018 года сценаристом девятого «Форсажа» был назначен Дэниэл Кэйси, так как Крис Морган не смог взяться за написание сценария из-за занятости над спин-оффом про Хоббса и Шоу. Тем временем Мишель Родригес (Летти Ортис) подтвердила своё участие в съёмках. В феврале 2019 года Universal Pictures сдвинула «Форсаж 9» на 22 мая 2020 года.
В июне 2019 года состав актёров пополнил Джон Сина. Позднее Финн Коул, Анна Саваи и Винни Беннетт присоединились к актёрскому составу. Также стало известно о возвращении Хелен Миррен и Шарлиз Терон к ролям Магдалины Шоу и Сайфер соответственно. В августе Майкл Рукер вошёл в состав актёров.

### Съёмки
Действие фильма происходит по всему миру — от Лондона до Токио, от Центральной Америки до Эдинбурга, от секретного бункера в Азербайджане до шумных улиц Тбилиси.
Производство картины началось 24 июня 2019 года на студии Leavesden в Англии. Также съёмочный процесс шёл в Лос-Анджелесе, Эдинбурге, Лондоне и Тбилиси. Среди локаций Таиланда были использованы города Краби, Пхукет и остров Пханган. 11 ноября 2019 года съёмки официально завершились.
В июле 2019 года каскадёр Джо Уоттс, дублировавший роль Дизеля, получил серьёзную травму головы во время съёмок в Leavesden Studios. В сентябре 2020 года Мишель Родригес подтвердила, что действие фильма также будет происходить в открытом космосе, чем дразнил Дизель.

## Релиз
Первоначально планировалось, что кинопрокат фильма состоится в США 22 мая 2020 года компанией Universal Pictures, но 12 марта фильм был перенесён на 11 месяцев до 2 апреля 2021 года из-за пандемии COVID-19. 2 октября 2020 года фильм был перенесён на 28 мая 2021 года, после того как «Не время умирать» переместили в слот для релиза.

## Отзывы и оценки
Фильм получил средние оценки в прессе. По данным агрегатора Rotten Tomatoes, 
59  % из 281 обзоров были положительными, со средней оценкой 5,70 из 10. Сайт обобщает мнения критиков так: ««Форсаж 9 отправляет франшизу дальше, чем когда-либо, но умение режиссёра Джастина Лина создавать нелепые декорации заставляет действие гудеть».. Согласно Metacritic, который присвоил средневзвешенное значение 58 из 100 на основе 53 рецензий критиков, фильм получил «смешанные или средние отзывы». Зрители, опрошенные CinemaScore, дали фильму среднюю оценку «B+» по шкале от A+ до F, что является самым низким показателем в серии с момента выхода первого фильма. PostTrak сообщил, что 80 % зрителей дали ему положительную оценку, а 62 % заявили, что определённо рекомендуют его.
Алонсо Дуральде из TheWrap резюмировал фильм, написав, что «физика, гравитация и логика в целом давно были выброшены в окно, но толчки удовольствия продолжают приходить». Мэтт Патчс из Polygon раскритиковал фильм за отсутствие характерных черт, заявив: «После 20 лет быстрых фильмов Дом — полностью функциональный супергерой блокбастеров». Тем не менее, он также похвалил направление Лина и декорации, написав: «Каждое место наполняет карманы Лина валютой воображения, которую он обналичивает с абсолютным восторгом. Где предыдущие части построены на славе итальянской работы, французской связи и „Безумный Макс: Дорога ярости“, Форсаж 9 черпает вдохновение в Harlem Globetrotters. Машины ловят падающих прохожих, переворачивают вражеские внедорожники и устраивают замысловатые атаки с использованием усиленных магнитов».
Оуэн Глейберман из Variety счёл одну из первых сцен «захватывающим кульминационным моментом фильма» и написал: "Сцена настолько абсурдна, что создатели фильма как будто говорили: «Давайте поставим то, что было бы грандиозным апогеем „Форсаж 4“ в первые полчаса». Достаточно хорошо. Но что вы делаете для выхода на бис?". В своей статье для The Hollywood Reporter Джон Дефор сказал, что эта функция «вероятно, звучит веселее, чем есть на самом деле», и завершил свой в целом негативный отзыв, сказав, что «„Форсаж 7“ был намного веселее и гораздо более правдоподобным». Тем временем Дэвид Энрлих из IndieWire дал более положительную оценку с рейтингом C+ и похвалил направление Лина, написав: «Это фильм, в котором кадры настолько далеко позади самопародии, что полностью возвращаются к чему-то реальному». Джесси Хассенджер из The A.V. Club также дал фильму рейтинг C+, отметив, что «сценарий Лина не такой резкий, как его режиссура, и его режиссура в „Форсаж 9“ не так стремительна, как его работа над „Форсаж 5“ или „Форсаж 6“». Он добавил: «Проблема в том, что вся взлетно-посадочная полоса между основными моментами даже длиннее, чем бесконечная кульминация Форсаж 6. Сериал больше походил на промежуточный фильм о Джеймсе Бонде в его раздутии, связанном с серфингом каналов».

## Продолжения
В октябре 2020 года стало известно, что франшиза будет завершена десятой и одиннадцатой частями, причём Лин будет режиссёром, а актёры вернутся в обе части. Первый сиквел, «Форсаж 10», вышел 19 мая 2023 года. В апреле 2022 года было объявлено, что Лин уходит с поста режиссёра «Форсажа 10» из-за творческих разногласий, но остаётся в качестве продюсера. На следующий день стало известно, что он также уходит с поста режиссёра одиннадцатого фильма. Через неделю стало известно, что Луи Летерье заменит Лина на посту режиссёра.